# Huff-Daland LB-1
El Huff-Daland LB-1 fue un avión estadounidense, biplano y bombardero ligero, operado por el Servicio Aéreo del Ejército de los Estados Unidos en los años 20 del siglo XX.

## Desarrollo
Derivado del prototipo XLB-1 comprado por el Ejército en 1923, el avión de desarrollo LB-1 estaba equipado por un solo motor Packard 2A-2500 y llevaba un tripulante extra. Se demostró falto de potencia en las pruebas de servicio, y fue reemplazado por el bimotor XLB-3.

## Variantes
XLB-1
Avión prototipo, equipado con un motor de pistón Packard 1A-2500 de 597 kW (800 hp); uno construido (S/N 23-1250).
LB-1
Biplano bombardero ligero monomotor, equipado con un motor de pistón Packard 2A-2500 de 597 kW (800 hp); nueve construidos (S/N 26-377/385).

## Operadores
Estados Unidos
- Servicio Aéreo del Ejército de los Estados Unidos
  - 11th Bomb Squadron[1]

## Especificaciones (LB-1)
Referencia datos: United States Military Aircraft since 1909

### Características generales
- Tripulación: Cuatro[3]
- Longitud: 14,1 m (46,2 ft)
- Envergadura: 20,3 m (66,5 ft)
- Altura: 4,6 m (14,9 ft)
- Superficie alar: 105,7 m² (1137,8 ft²)
- Peso vacío: 2876 kg (6338,7 lb)
- Peso cargado: 5631 kg (12 410,7 lb)
- Planta motriz: 1× motor lineal V-12 refrigerado por agua Packard 2A-2500.
  - Potencia: 587 kW (809 HP; 798 CV)

### Rendimiento
- Velocidad máxima operativa (Vno): 190 km/h (118 MPH; 103 kt)
- Velocidad crucero (Vc): 169 km/h (105 MPH; 91 kt)
- Alcance: 692 km (374 nmi; 430 mi)
- Régimen de ascenso: 2,7 m/s (531 ft/min)

### Armamento
- Ametralladoras: 

  - 5 de 7,62 mm
- Bombas: 1250 kg[3]

## Aeronaves relacionadas

### Secuencias de designación
- Secuencia LB-_ (Bombarderos Ligeros del USAAS/USAAC, 1924-1926): LB-1 - LB-2 - LB-3 - LB-4 →